# Sandra Pavón
Sandra Pavón (née le 1er juin 1985 à Buenos Aires) est une joueuse argentine de basket-ball féminin. Elle a participé au Championnat du monde de basket-ball féminin 2010. 

## Palmarès
- Championnat des Amériques de basket-ball féminin
  - 2e en 2009 et 2011
  - 3e en 2015
- Championnat d'Amérique du Sud de basket-ball féminin
  - 2e en 2006, 2008, 2010 et 2014
- Jeux sud-américains
  - Vainqueur en 2014